# Африканський їжак
Африканський їжак, або ателерикс (Atelerix) — рід ссавців з родини їжакових ряду їжакоподібні (Erinaceiformes).
За всіма ознаками цей рід є близьким до роду типових їжаків, Erinaceus, у складі яких ателериксів найчастіше і розглядали. Родовий ранг остаточно визнано тільки в кінці ХХ — на початку XXI ст. Оскільки рід є близьким до Erinaceus, формувати його власну уніномінальну назву недоцільно.
Має 4 види:
їжак алжирський (Atelerix algirus)
їжак південно-африканський (Atelerix frontalis)
їжак сомалійський (Atelerix sclateri)
їжак карликовий (Atelerix albiventris)
- у популярному зведенні В. Є. Соколова «Ссавці Світу» вид Atelerix albiventris названо «їжак білочеревий», що є омонімом видової назви Erinaceus roumanicus.